# Progressive Utilization Theory
Pour les articles homonymes, voir Prout.

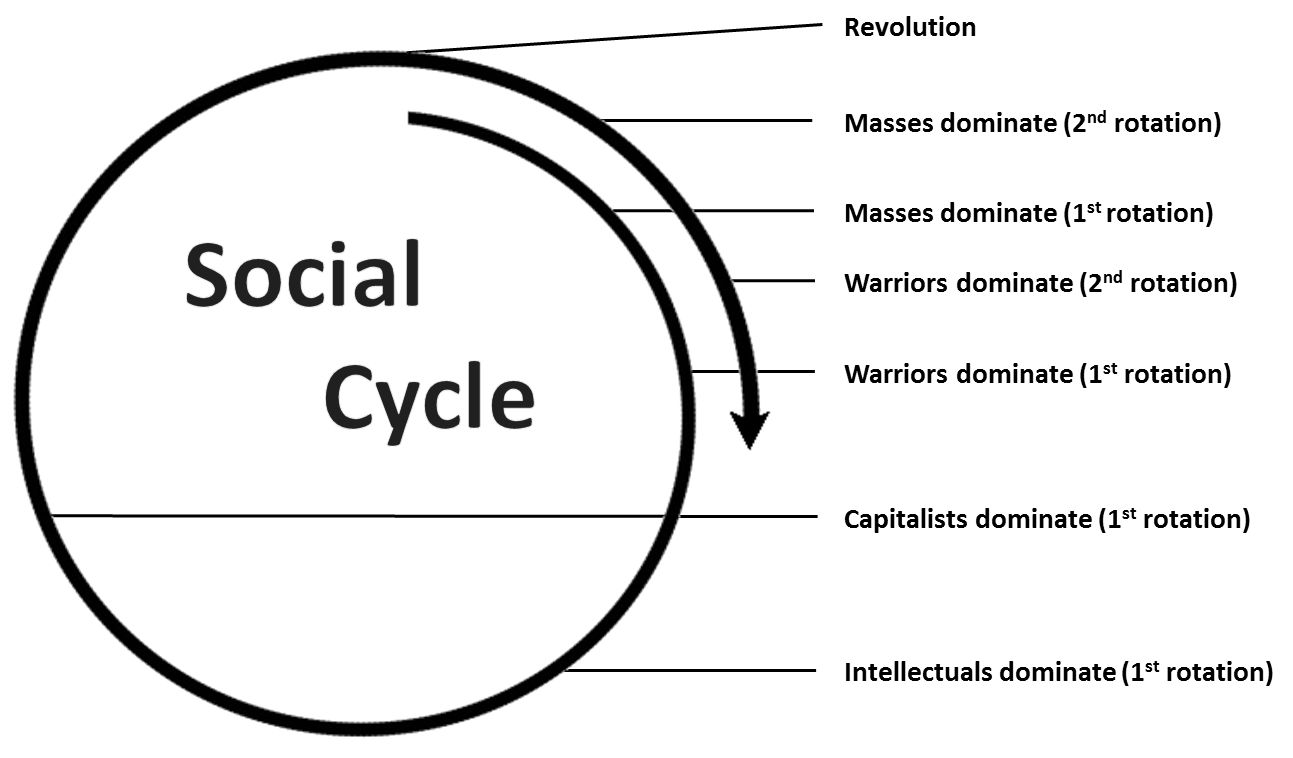
Progressive Utilization Theory

La Théorie de l'utilisation progressiste, appelée en anglais PROUT - prononcé praote - (acronyme de Progressive Utilization Theory) est une théorie socio-économique développée en 1959 par le philosophe indien Prabhat Rainjan Sarkar (1922-1990) - fondateur de l'association Ananda Marga - visant à promouvoir un point de vue humaniste progressiste en politique. Elle décrit une alternative aux paradigmes socio-économiques capitalistes et communistes. Elle est présentée en français dans le recueil de textes du fondateur: "La Vision de la TUP, Théorie de l'Utilisation Progressiste".
L'association Proutist universal dont le but est la promotion de cette théorie est associé à Ananda Marga. Cette dernière est considérée comme une secte par plusieurs associations antisectes,. 